# Favia helianthoides
Espèce
Statut CITES
Favia helianthoides est une espèce de coraux appartenant à la famille des Faviidae. Selon WoRMS, cette espèce n'est pas valide et correspond à Dipsastraea helianthoides Wells, 1954.